# Cole Palmer
Cole Jermaine Palmer (født 6. maj 2002) er en engelsk professionel fodboldspiller, som spiller for Premier League-klubben Chelsea og Englands landshold.

## Klubkarriere

### Manchester City
Palmer kom igennem ungdomsakademiet hos Manchester City, og fik sin førsteholdsdebut den 30. september 2020 i en EFL Cup-kamp imod Burnley. Han scorede sit første seniormål den 21. september 2021 i en kamp imod Wycombe Wanderers, også i EFL Cuppen.
Han var i 2022-23 sæsonen med til at vinde The Treble, altså Premier League, FA Cup og UEFA Champions League i samme sæson.

### Chelsea
Palmer skiftede i september 2023 til Chelsea på en permanent aftale. Han scorede sit første mål for klubben den 7. oktober 2023 i en 1-4 sejr over Burnley.
Den 5. April 2024 scorede Palmer sit første senior hattrick mod Manchester United på sin hjemme bane, Stamford Bridge i en 4-3 sejr over Manchester United.
Palmer er den første U21 spiller i Chelsea, til at runde 31 mål kontributioner i én sæson.

## Landsholdskarriere

### Ungdomslandshold
Palmer har repræsenteret England på flere ungdomsniveauer. Han var del af Englands U/21-landshold, som vandt U/21 Europamesterskabet i 2023.

### Seniorlandshold
Palmer debuterede for Englands landshold den 17. november 2023.

## Titler
Manchester City
- Premier League: 1 (2022-23)
- FA Cup: 1 (2022-23)
- UEFA Champions League: 1 (2022-23)
- UEFA Super Cup: 1 (2023)

England U/21
- U/21 Europamesterskabet: 1 (2023)